# ASAP (сингл T.I.)
«ASAP» — песня американского хип-хоп исполнителя T.I., записанная 24 мая 2005 года, в качестве третьего сингла в поддержку его третьего студийного альбома «Urban Legend», выпущенного в 2004 году. Песня стала саундтреком игры Midnight Club 3: DUB Edition, вышедшей в 2005. Также на песню был выпущен официальный ремикс, на который попали куплеты Pimp Squad Click, Big Kuntry King и Mac Boney. Песня была воспринята в качестве дисс-трека на хьюстонского рэпера Lil Flip.

## Позиции в чартах
Пиковой позицией трека в чарте Billboard Hot 100 стала 75-я строчка, где он продержался более 8 недель, а в отделении Hot R&B/Hip-Hop Songs 18-я. Для трека «Motivation», который располагается на стороне «Б», пиковой строчкой стала 62-я позиция в том же отделении Hot R&B/Hip-Hop Songs. Песня получила золотую сертификацию от американской ассоциации звукозаписывающих компаний за преодоление порог в 500,000 проданных копий на территории США.

## Попадания в чарты

### «ASAP»
| ЧартЫ (2005 год)                  | Пиковая позиция |
| --------------------------------- | --------------- |
| Billboard Hot 100                 | 75              |
| Hot R&B/Hip-Hop Songs (Billboard) | 18              |
| Hot Rap Songs (Billboard)         | 14              |

### «Motivation»
| Чарты (2005 год)                  | Пиковая позиция |
| --------------------------------- | --------------- |
| Hot R&B/Hip-Hop Songs (Billboard) | 62              |

## Сертификации
| Страна | Сертификация | Сертифицированное количество продаж/Количество продаж |
| --- | ------------ | ----------------------------------------------------- |
| США | Золото       | 500,000^                                              |
| *количество проданных цифровых копий основывается только на сертификациях ^количество проданных дисков основывается только на сертификациях |              |                                                       |